# Dekanat Poznań-Starołęka
Dekanat Poznań-Starołęka – jeden z 43 dekanatów archidiecezji poznańskiej.

## Parafie
- parafia św. Antoniego Padewskiego w Poznaniu (Starołęka Wielka)
- parafia św. Jakuba Większego Apostoła w Poznaniu (Głuszyna, Sypniewo)
- parafia Matki Boskiej Królowej Korony Polskiej w Poznaniu (Krzesiny, Pokrzywno)
- parafia św. Andrzeja Apostoła w Poznaniu (Spławie, Krzesinki)
- parafia św. Józefa w Poznaniu (Szczepankowo)
- parafia św. Michała Archanioła i Matki Bożej Wspomożenia Wiernych w Rogalinku (Rogalinek)
- parafia św. Matki Teresy z Kalkuty w Kamionkach (Kamionki, Koninko, Szczytniki)
- parafia św. Augustyna w Czapurach (Czapury, Wiórek)

Obejmuje obszar południowo-wschodniej części Poznania oraz północnej części gminy Mosina i północno-zachodniej części gminy Kórnik.
Sąsiednie dekanaty:
- Poznań-Rataje
- Poznań-Stare Miasto
- kórnicki
- luboński
- swarzędzki

## Kościoły parafialne
- Kościół św. Antoniego Padewskiego w Poznaniu (Starołęka)

- Kościół św. Jakuba Większego Apostoła w Poznaniu
- Kościół Matki Boskiej Królowej Korony Polskiej w Poznaniu
- Kościół św. Andrzeja Apostoła w Poznaniu
- Kościół św. Józefa w Poznaniu (Szczepankowo)
- Kościół św. Michała Archanioła i Matki Bożej Wspomożenia Wiernych w Rogalinku

## Galeria

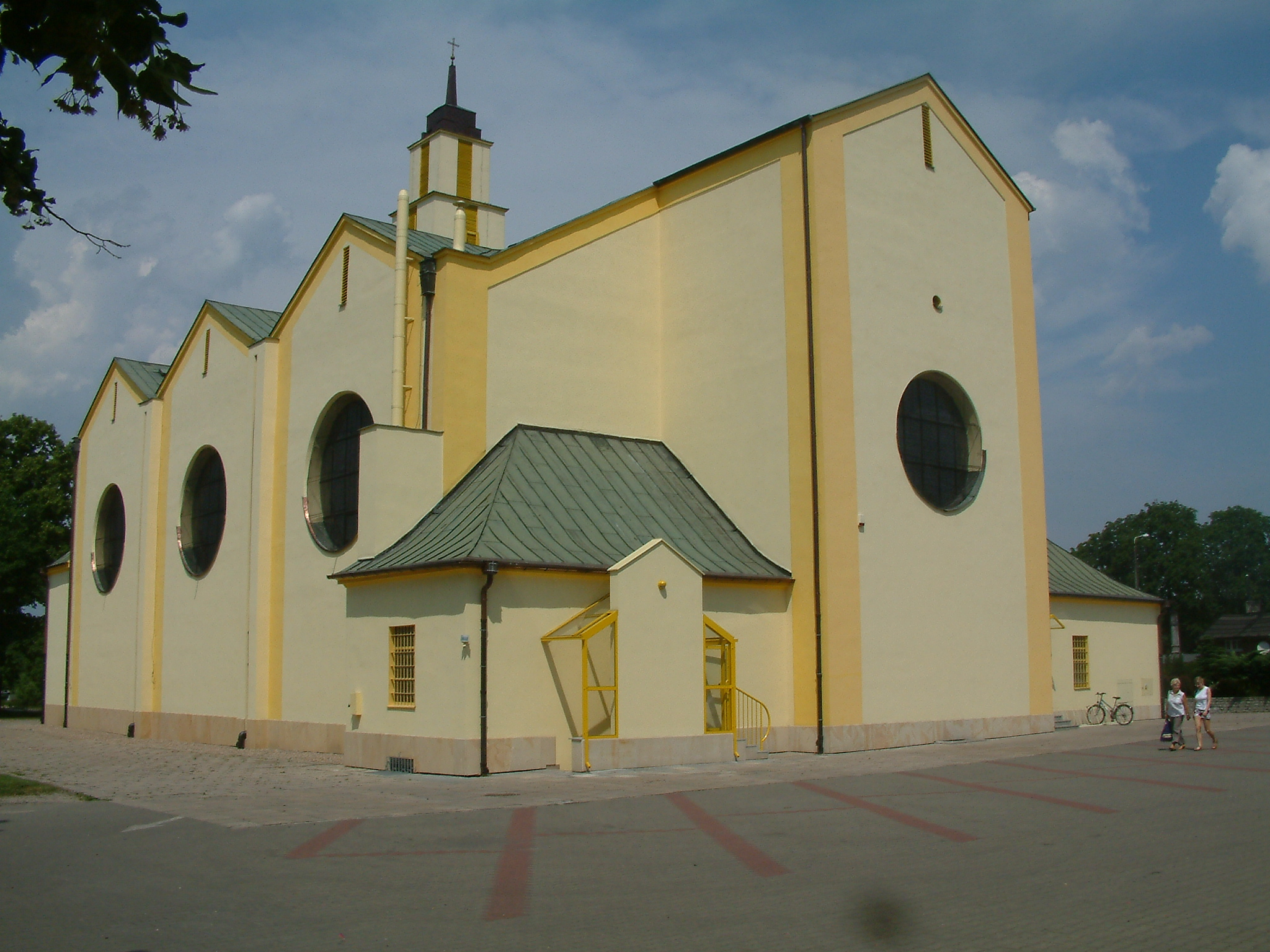
Kościół św Antoniego Padewskiego
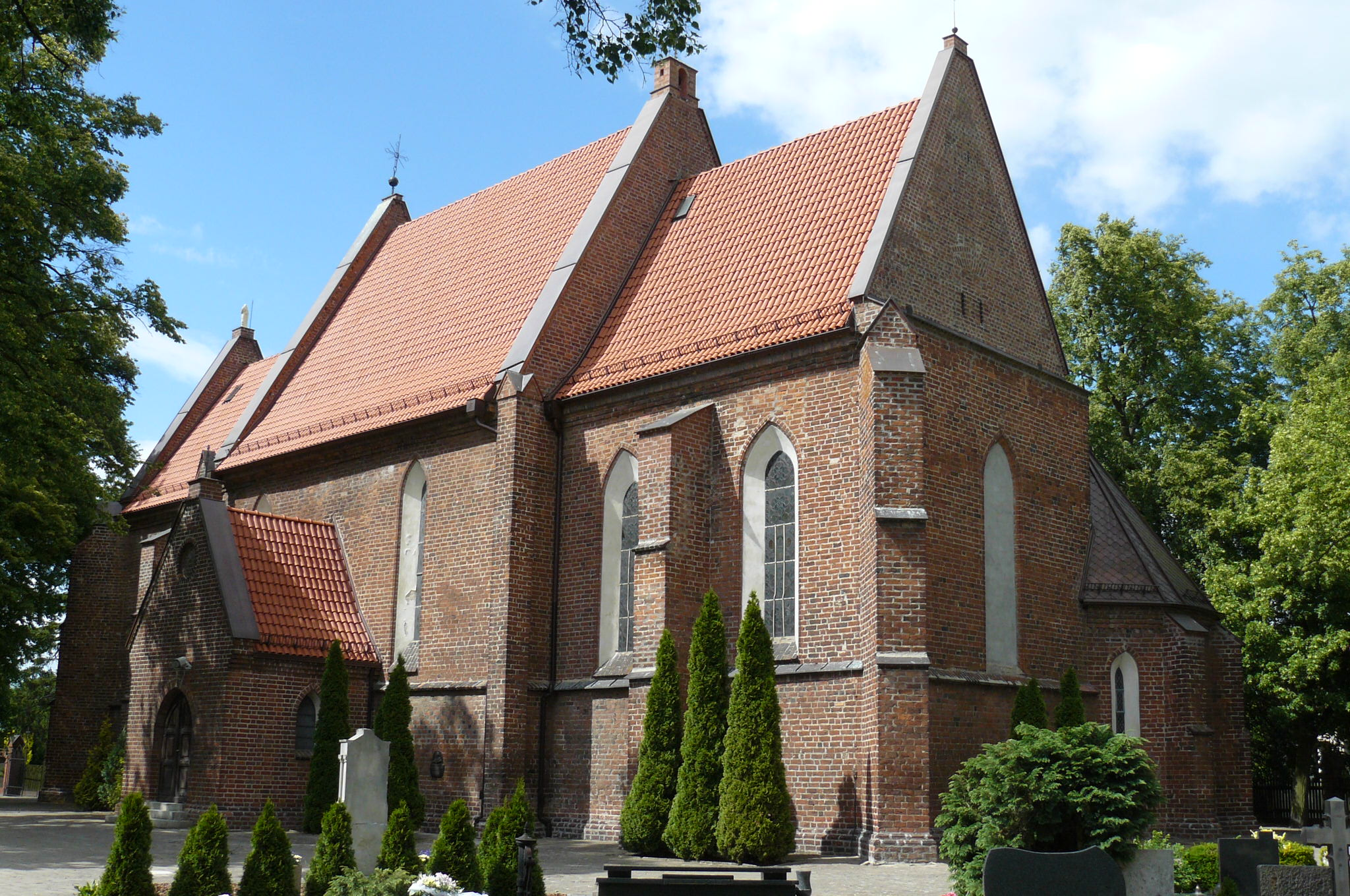
Kościół Jakuba Większego Apostoła
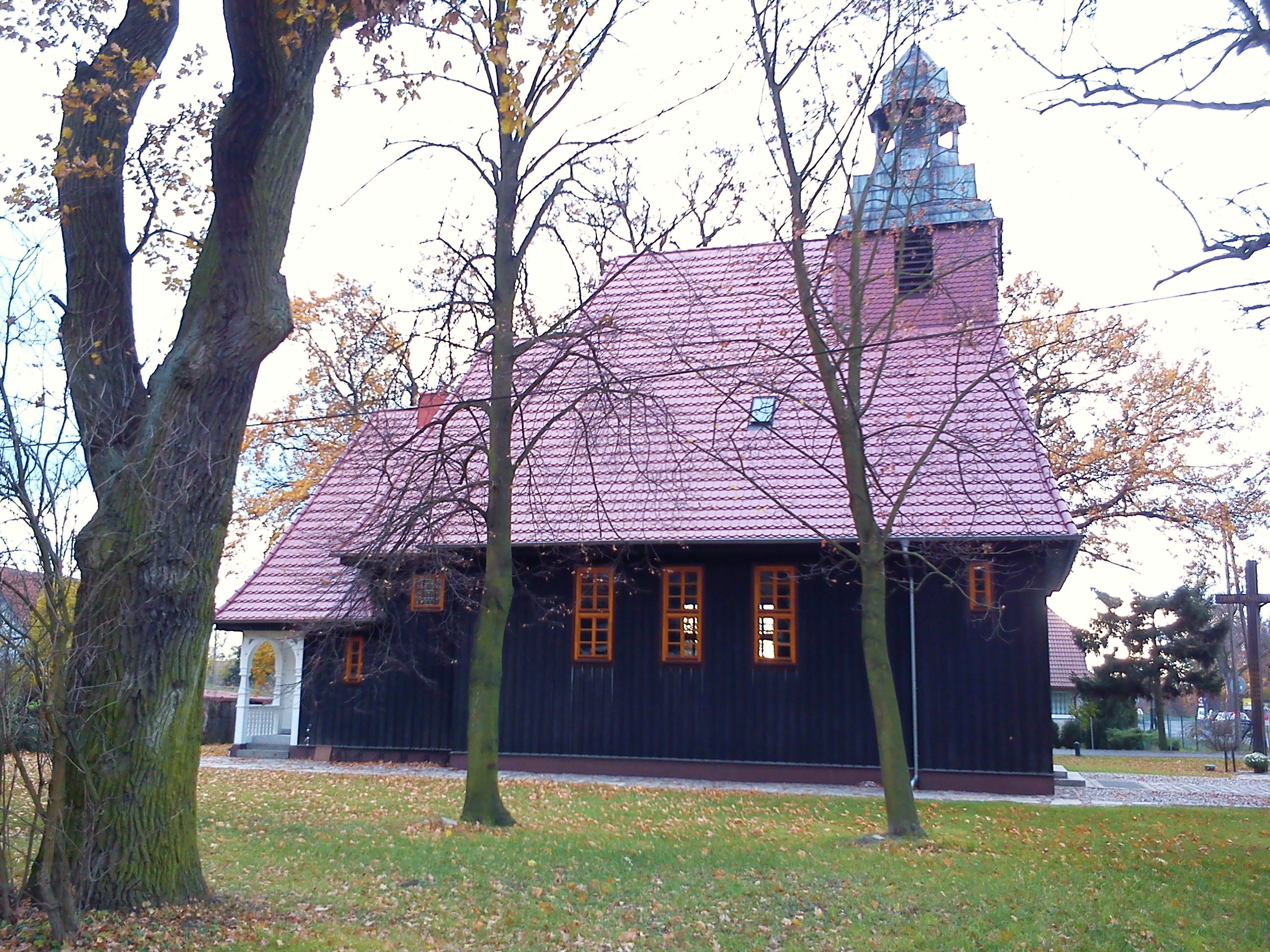
Kościół Matki Boskiej Królowej Korony Polskiej
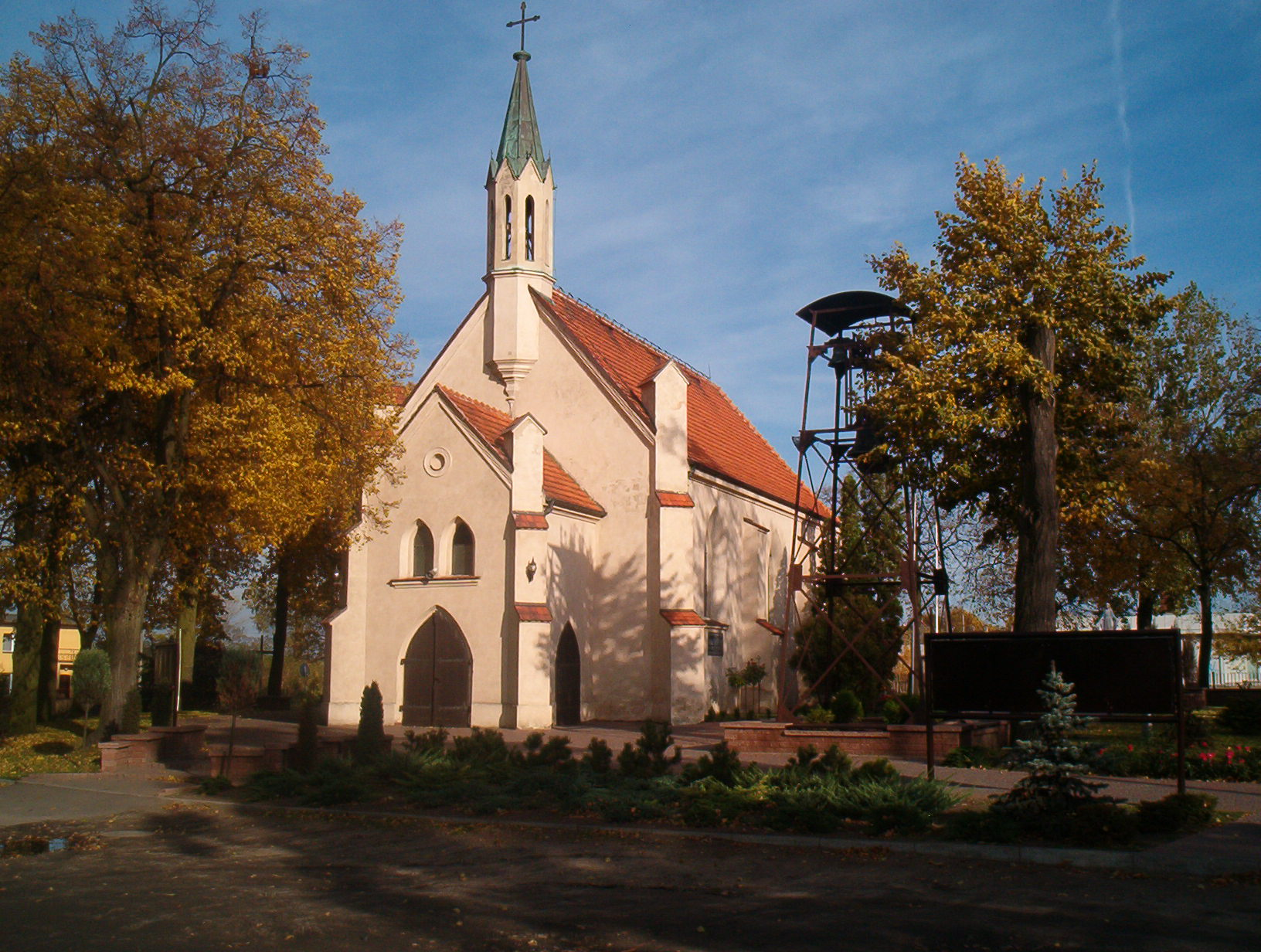
Kościół św Andrzeja Apostoła
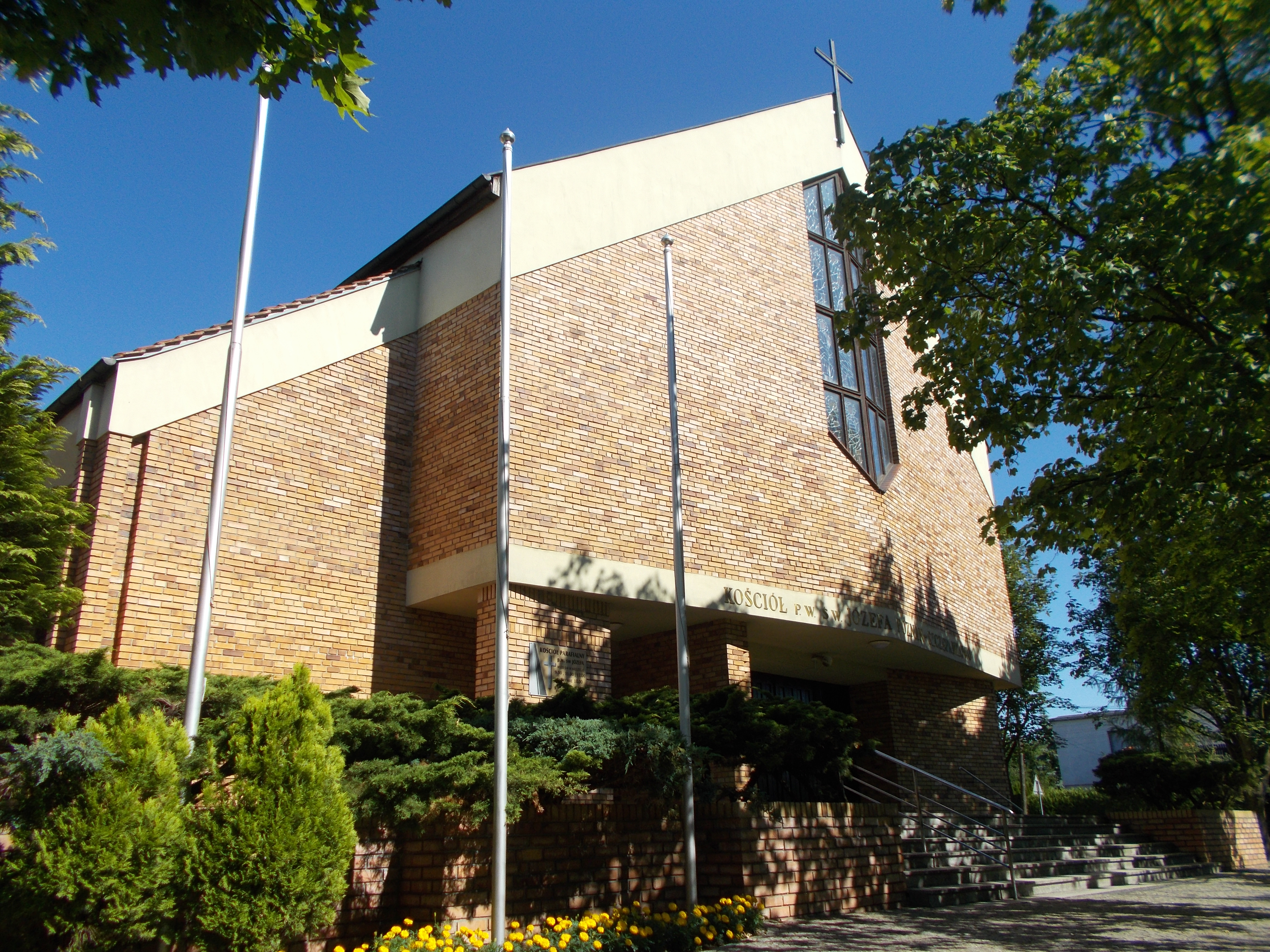
Kościół św. Józefa

## Kaplice
- Kaplica św. Matki Teresy z Kalkuty w Kamionkach
- Kaplica św. Augustyna w Czapurach